# Путресцин
Путресцин — органічна сполука з формулою (CH2) 4 (NH2)2. Це безбарвна тверда речовина, яка плавиться при кімнатній температурі. Його класифікують як діамін. Разом з кадаверином значною мірою має неприємний запах гниючої плоті, але також сприяє появі інших неприємних запахів.

## Виробництво
Путресцин отримують у промислових масштабах гідруванням сукцинонітрилу.
Досліджено біотехнологічне виробництво путресцину з відновлюваної сировини. Описано метаболічно сконструйований штам Escherichia coli, який продукує путресцин у високих концентраціях у середовищі мінеральних солей глюкози.

## Біохімія
Спермідинсинтаза використовує путресцин і S-аденозилметіонінамін (декарбоксильований S-аденозилметіонін) для виробництва спермідину. Спермідин, своєю чергою, поєднується з іншим S -аденозилметіонінаміном і перетворюється на спермін.
Путресцин у невеликих кількостях синтезується здоровими живими клітинами під дією орнітиндекарбоксилази.
Путресцин синтезується біологічно двома різними шляхами, обидва починаються з аргініну.
- В одному шляху аргінін перетворюється на агматин. Перетворення каталізується ферментом аргініндекарбоксилазою (ADC). Агматин перетворюється на N-карбамоїлпутресцин за допомогою агматин іміно гідроксилази (АІГ). Нарешті, N-карбамоїлпутресцин гідролізується з утворенням путресцину[60].
- У другому шляху аргінін перетворюється на орнітин, а потім орнітин перетворюється на путресцин за допомогою орнітиндекарбоксилази (ODC).

## Виникнення
Путресцин міститься в усіх організмах. Путресцин широко зустрічається в рослинних тканинах, часто є найпоширенішим поліаміном, присутнім в організмі. Роль путресцину в розвитку добре задокументована, але останні дослідження показали, що путресцин також відіграє певну роль у реакціях рослин на стрес як на біотичні, так і на абіотичні стресори. Відсутність путресцину в рослинах пов'язана зі збільшенням популяції як паразитів, так і грибів у рослинах.

## Використання
Путресцин реагує з адипіновою кислотою, утворюючи поліамідний нейлон 46, який DSM продає під торговою назвою Станил.
Застосування путресцину, поряд з іншими поліамінами, може бути використано для продовження терміну зберігання плодів шляхом затримки процесу дозрівання. Доведено, що передзбиральне внесення путресцину підвищує стійкість рослин до високих температур і посухи. Обидва ці ефекти, здається, є результатом зниження виробництва етилену після екзогенного впливу путресцину.

## Історія
Путресцин і кадаверин вперше описані в 1885 році берлінським лікарем Людвігом Брігером (1849–1919).

## Токсичність
У щурів путресцин має низьку гостру пероральну токсичність 2000 мг/кг маси тіла, з рівнем неспостережуваних побічних ефектів 2000 ppm (180 мг/кг маси тіла/добу).

## Подальше читання
- Haglund, William (1996). Forensic taphonomy: The Postmortem Fate of Human Remains. CRC Press. с. 100. ISBN 0-8493-9434-1.